# Shanghai, China
Shanghai, China è un cortometraggio muto del 1913. Il nome del regista non viene riportato nei credit del film, un documentario girato a Shanghai dalla casa di produzione Selig.

## Produzione
Il film fu prodotto dalla Selig Polyscope Company.

## Distribuzione
Distribuito dalla General Film Company, il film - un documentario di 75 metri - uscì nelle sale cinematografiche statunitensi il 26 marzo 1913. Nelle proiezioni, veniva programmato con il sistema dello split reel, accorpato in un'unica bobina con un altro cortometraggio prodotto dalla Selig, il drammatico The Life Timer.